# Igreja Evangélica de Cristo em Moçambique
A Igreja Evangélica de Cristo em Moçambique é uma denominação reformada presbiteriana em Moçambique, constituída em 1913, a partir de missões da Igreja da Escócia.
A denominação é conhecida pelo seu trabalho educacional e social no país.

## História
As missões da Igreja da Escócia em Moçambique iniciaram em 1896, a partir das missões já existentes no Malawi. Em 1910, um missionário escocês, James Reid, acompanhado por um presbítero africano, Luis Mataka Bandawe, começou a trabalhar pelo avivamento espiritual na região de Rio Zambeze. Em 1912 foi inaugurada uma estação missionária em Alto Molócue, há 200 km a sudeste de Nampula. Em 1913 foi oficialmente fundada a Igreja Presbiteriana Escocesa, mais tarde renomeada para Missão Evangélica de Nauela, e atualmente conhecida como Igreja Evangélica de Cristo em Moçambique.
Na década de 1930, o Pastor John C. Procter traduziu o Livro de Salmos e o Novo Testamento para a língua Lomwe. Os missionários escoceses interromperam seu trabalho em 1933, e um ano depois o trabalho foi transferido para a Igreja dos Irmãos, que, apenas cinco anos depois, o entregou à Missão Geral Sul-Africana. O governo português fechou a missão em 1959. Nos anos seguintes, os trabalhos da igreja foram feitos sem a ajuda de missionários estrangeiros.
Em 1969, por iniciativa interdenominacional, o Pr. Felix Cossa foi colocado à disposição da congregação de Nampula. Neste período, várias igrejas se separaram da denominação e se uniram a igrejas batistas. 
Após a independência de Moçambique a igreja voltou a ser reconhecida e a se espalhar pelo país. 
Em 2004, tinha 500 igrejas e 40.000 membros.
Em 2019, a denominação se registrou seu novo estatuto junto ao Governo de Moçambique.

## Doutrina
A denominação subscreve o Credo dos Apóstolos e permite a ordenação de mulheres.

## Relações Intereclesiásticas
A IECM é membro da Comunhão Mundial das Igrejas Reformadas. Além disso, a denominação possui relacionamento com a Igreja da Escócia.